# Torneo Albert Schweitzer 1969
Il Torneo Albert Schweitzer 1969 si è svolto nel 1969 a Mannheim, nell'allora Germania Ovest.

## Classifica finale
| Pos. | Squadra        |
| ---- | -------------- |
|      | Italia         |
|      | Cecoslovacchia |
|      | Polonia        |
| 4.   | Turchia        |
| 5.   | Romania        |
| 6.   | Germania Ovest |
| 7.   | Francia        |
| 8.   | Austria        |
| 9.   | Paesi Bassi    |
| 10.  | Svizzera       |
| 11.  | Lussemburgo    |
| 12.  | Stati Uniti    |